# Huntsburg
Huntsburg ist eine Ansiedlung ohne Rechtspersönlichkeit im Township Huntsburg in Geauga County im US-Bundesstaat Ohio.

## Geschichte
Huntsburg wurde nach Eben Hunt benannt, der das Land im Jahr 1803 erwarb. Ein Postamt mit dem Namen Huntsburgh wurde 1823 eingerichtet. Im Jahr 1893 wurde der Name in Huntsburg geändert.